# Attilio Salvaneschi
Attilio Salvaneschi (1873 – 1938) è stato un tenore italiano.
Ebbe una carriera internazionale dalla fine del 1890 fino al 1924. Intraprese quindi una seconda carriera come insegnante di canto, prima in Italia e successivamente nei Paesi Bassi. Possedendo una voce di straordinaria bellezza, registrò per Blue Amberol Records, His Master's Voice e Odeon Records.

## Biografia
Dopo aver cantato in alcuni teatri lirici italiani per alcuni anni, Salvaneschi fece una tournée del Nord America esibendosi con la compagnia lirica di Mario Lombardi nel 1907. Lo stesso anno cantò anche a L'Avana. Si esibì al Nuovo Teatro tedesco di Praga nel 1908, 1910 e 1914. Sempre nel 1914, si esibì come artista ospite all'Opera di Odessa, all'Opera reale svedese e al Teatro Corso di Bologna.
Per la stagione 1914-1915, fu impegnato all'Opera italiana nei Paesi Bassi. Ritornò brevemente in Italia all'inizio del 1915 per interpretare il Duca di Mantova nel Rigoletto di Giuseppe Verdi e a La Fenice con Mario Sammarco nel ruolo del protagonista. A causa delle difficoltà in Italia durante la prima guerra mondiale, decise di tornare nei Paesi Bassi divenendo membro del Theatre Royal a L'Aia dal 1915-1919. Ritornò in Italia nel 1919 e arrivò al Teatro alla Scala l'anno seguente. Con l'orchestra e il coro della Scala registrò, in particolare, il ruolo di Cavardossi in Tosca di Giacomo Puccini, nel 1920, diretta da Carlo Sabajno e con Valentina Bartolomasi come protagonista. 
Nel 1921 Salvaneschi riscosse un grande successo con l'interpretazione del Duca di Mantova in diversi teatri, tra cui il Teatro Adriano di Roma e il ricostruito Teatro Verdi di Padova (con Toti dal Monte e Mattia Battistini). Nel 1924 si ritirò dalle scene, dopo un'operazione alla gola non riuscita. Trascorse i successivi quattro anni a insegnare canto in Italia, e poi si trasferì nel 1928 a L'Aia, dove continuò l'insegnamento.